# Leonid Yelenin
Leonid Vladímirovich Yelenin (en ruso: Леони́д Влади́мирович Еле́нин; 10 de agosto de 1981) es un astrónomo aficionado ruso que trabaja con el observatorio Tzec Maun (H15) a través de la ISON (International Scientific Optical Network: red óptica científica internacional), que es el primer observatorio remoto ruso en Occidente.
Yelenin trabaja para el Keldysh Institute of Applied Mathematics (Instituto Keldysh de Matemática Aplicada) y vive en la localidad de Liúbertsi (Óblast de Moscú, Rusia).
Cuando tenía 8 o 9 años de edad, leyó el libro Tesoros del cielo (de F. J. Siegel) y se interesó en la astronomía. Desde esa época soñaba con descubrir cometas.

## Descubrimientos
Leonid Yelenin es conocido por el descubrimiento en 2010 del cometa Elenín.
- 10 de diciembre de 2010: cometa C/2010 X1, llamado cometa Elenín.
- 7 de julio de 2011: cometa P/2011 NO1.[1]
- 23 de agosto de 2011: asteroide troyano L5 de Júpiter 2011 QJ9. Es el primer troyano joviano que se descubre (ya se han descubierto 1700 troyanos no jovianos y 3176 asteroides griegos.[2]
- 25 de agosto de 2011: asteroide QD23 2011, que cruza la órbita de Marte.
- 27 de agosto de 2011: asteroide tipo Amor (objeto próximo a la Tierra) 2011 QY37.